# 田海蓉
田海蓉（1975年11月7日—），安徽安庆人，中国大陆女演员。毕业于上海戏剧学院95级表演系。曾出演过多部电视作品，在其中均有出色表现。现属上影演员剧团。

## 作品

### 电影
- 2000年 《河流》饰 小芹  导演：刘烈雄
- 2000年 《第一次亲密接触》饰 丁宁 导演：金国钊
- 2000年 《美丽的白银那》饰 陈林月 导演：韩志君,获电影小百花最佳女演员奖，获陶米纳国际电影节银奖
- 2004年 《浪漫女孩》饰 岑小小 导演：韩志君,获2004年 中国长春电影节影后，金鹿奖、最佳女演员奖

### 电视剧
- 1996年 《雷雨》饰 四凤
- 1999年 《世纪人生董竹君传奇》 饰 少女董竹君
- 1999年 《情迷海上花》饰 沈宝怡
- 2000年 “黑色”系列《黑冰》 饰 刘眉
- 2002年 《银鼠》 饰 仙 瑚（小狐仙）
- 2002年 《关中匪事》 饰 喜凤
- 2002年 《龙凤奇缘》 饰 石双双
- 2002年 “黑色”系列《天之云，地之雾》 饰 郑丽
- 2004年 《廚子當官》 饰 蓉格格
- 2004年 《反串》 饰 杨茉莉/肖月白
- 2004年 《谍战之特殊较量》 饰
- 2005年 《方德与苗翠花》 饰 李小环
- 2005年 《将门风云》 饰 肖萍、黄妮娜
- 《风流才子翻转天》/《冲天小子康南海》饰 陶桃
- 2006年 《女人不哭》饰  章子君
- 2006年 《旗袍》饰
- 2007年 《狂花凋落》 饰 付东篱
- 2007年 《卓尔的故事》饰 桃子
- 2008年 《大明医圣李时珍》 饰 朱慕荣
- 2008年 《缉毒先锋》 饰 秀秀
- 2010年 《金枝玉叶》饰 玉欢
- 2014年 《花灯满城》
- 2015年 《映山红》 饰 倪之慧
- 2016年 《养个孩子不容易》饰 李新茹
- 2018年 《正阳门下小女人》饰 陈雪茹
- 2019年 《白发》饰 苻鸢

### 话剧
- 2004年全明星版话剧《雷雨》，饰演四凤，巡演轰动全国。

### 独立制作策划
- 1999年，二十集电视剧《情迷海上花》
- 2001年，二十集电视剧《生命因你而美丽》

## 奖项
- 2000年在电影《美丽的白银那》中饰演陈林月获电影小百花最佳女演员奖，获陶米纳国际电影节银奖
- 2004年在电影《浪漫女孩》中饰演岑小小获2004年中国长春电影节影后，金鹿奖、最佳女演员奖